# Guilherme Arana
Guilherme Arana est un footballeur international brésilien né le 14 avril 1997 à São Paulo. Il évolue au poste de milieu latéral gauche à l'Atlético Mineiro.

## Biographie

### Carrière en club

#### Corinthians (2014-2018)
Il marque son premier but dans le championnat du Brésil le 6 septembre 2015, sur la pelouse de Palmeiras (match nul 3-3).
Il inscrit son premier but en Copa Libertadores le 20 avril 2016, lors d'un match contre le club chilien de Cobresal (victoire 6-0).

#### Seville FC (2018-2021)
Le 1er décembre 2017, il s'engage avec le Séville FC jusqu'en 2022, il arrivera en janvier au sein du club.

#### Atalanta Bergame (2019-2020)
Le 28 août 2019, il est prêté à l'Atalanta Bergame avec option d'achat.

### Carrière en sélection nationale
Avec l'équipe du Brésil des moins de 20 ans, il participe au championnat de la CONMEBOL des moins de 20 ans en 2017.  Le 10 mai 2024, il figure dans la liste des joueurs retenus par Dorival Júnior pour participer à la Copa América 2024.  

## Statistiques
| Saison                | Club                       | Championnat           | Championnat | Championnat | Coupe(s) nationale(s) | Coupe(s) nationale(s) | Supercoupe | Supercoupe | Compétition(s) continentale(s) | Compétition(s) continentale(s) | Compétition(s) continentale(s) | Ligue régionale | Ligue régionale | Total | Total |
| Saison                | Club                       | Division              | M.          | B.          | M.                    | B.                    | M.         | B.         | Comp.                          | M.                             | B.                             | M.              | B.              | M.    | B.    |
| 2015                  | Atlético Paranaense (prêt) | Serie A               | 3           | 0           | -                     | -                     | -          | -          | -                              | -                              | -                              | -               | -               | 3     | 0     |
| 2015                  | SC Corinthians             | Serie A               | 12          | 1           | -                     | -                     | -          | -          | -                              | -                              | -                              | -               | -               | 12    | 1     |
| 2016                  | SC Corinthians             | Serie A               | 11          | 0           | 2                     | 0                     | -          | -          | CL                             | 1                              | 1                              | 6               | 0               | 20    | 1     |
| 2017                  | SC Corinthians             | Serie A               | 32          | 2           | 5                     | 0                     | -          | -          | CS                             | 3                              | 0                              | 14              | 0               | 54    | 2     |
| Sous-total            | Sous-total                 | Sous-total            | 55          | 3           | 7                     | 0                     | -          | -          | -                              | 4                              | 1                              | 20              | 0               | 86    | 4     |
| 2017-2018             | Seville FC                 | Liga                  | 3           | 0           | -                     | -                     | -          | -          | C1                             | -                              | -                              | -               | -               | 3     | 0     |
| 2018-2019             | Seville FC                 | Liga                  | 9           | 0           | 4                     | 1                     | -          | -          | C3                             | 9                              | 1                              | -               | -               | 22    | 2     |
| Sous-total            | Sous-total                 | Sous-total            | 12          | 0           | 4                     | 1                     | -          | -          | -                              | 9                              | 1                              | -               | -               | 25    | 2     |
| 2019-2020             | Atalanta Bergame (prêt)    | Serie A               | 3           | 0           | -                     | -                     | -          | -          | C1                             | -                              | -                              | -               | -               | 3     | 0     |
| Total sur la carrière | Total sur la carrière      | Total sur la carrière | 73          | 3           | 11                    | 1                     | -          | -          | -                              | 13                             | 2                              | 20              | 0               | 117   | 6     |

### En sélection nationale
| Saison                | Sélection             | Phases finales        | Phases finales | Phases finales | Phases finales | Éliminatoires CDM | Éliminatoires CDM | Éliminatoires CDM | Matchs amicaux | Matchs amicaux | Matchs amicaux | Total | Total | Total |
| Saison                | Sélection             | Compétition           | M              | B              | Pd             | M                 | B                 | Pd                | M              | B              | Pd             | M     | B     | Pd    |
| --------------------- | --------------------- | --------------------- | -------------- | -------------- | -------------- | ----------------- | ----------------- | ----------------- | -------------- | -------------- | -------------- | ----- | ----- | ----- |
| 2020-2021             | Brésil                | Copa América 2021     | -              | -              | -              | 0                 | 0                 | 0                 | -              | -              | -              | 0     | 0     | 0     |
| 2021-2022             | Brésil                | -                     | -              | -              | -              | 3                 | 0                 | 0                 | 1              | 0              | 0              | 4     | 0     | 0     |
| 2023-2024             | Brésil                | Copa América 2024     | 2              | 0              | 0              | 2                 | 0                 | 0                 | 1              | 0              | 0              | 5     | 0     | 0     |
| 2024-2025             | Brésil                | -                     | -              | -              | -              | 1                 | 0                 | 0                 | -              | -              | -              | 1     | 0     | 0     |
| Total sur la carrière | Total sur la carrière | Total sur la carrière | 2              | 0              | 0              | 6                 | 0                 | 0                 | 2              | 0              | 0              | 10    | 0     | 0     |

## Palmarès
|  |  | SC Corinthians - Série A - Champion : 2015 et 2017 - Atlético Mineiro - Brasileirão : - Vainqueur en 2021 |